# Santa Helena de Minas
Santa Helena de Minas is een gemeente in de Braziliaanse deelstaat Minas Gerais. De gemeente telt 6.126 inwoners (schatting 2009).

## Aangrenzende gemeenten
De gemeente grenst aan Bertópolis, Felisburgo, Fronteira dos Vales, Joaíma en Machacalis.